# Sant Agustí (Alacant)
Sant Agustí és un barri de la ciutat d'Alacant que limita al nord amb la Tómbola, a l'est amb els Àngels, i al sud amb la Torreta i a l'oest amb el Polígon de Sant Blai. Segons el cens de 2022, compta amb una població de 2.116 habitants (1.024 homes i 1.092 dones).

## Història
El nom del barri fa referència a una antiga casa de repòs fundada pels agustins en 1628 i que després de la desamortització en 1837, donaria lloc als primers habitatges que formarien el barri.
Durant la República i la Guerra Civil espanyola va ser conegut com a barri de la República.